# Piper speculatoris
Piper speculatoris är en pepparväxtart som beskrevs av William Trelease. Piper speculatoris ingår i släktet Piper och familjen pepparväxter. Inga underarter finns listade i Catalogue of Life.